# Сватовство
Сватовство се нарича правната роднинска връзка (без кръвна връзка) между всеки от съпрузите с роднините на другия съпруг. Първоначално сватовството е било пречка за брак, но тъй като не е родство в същинския смисъл на думата е премахнато като такава през 1953 г. Категоризира се в два вида връзки: между съпруга и роднините на другия съпруг и между самите роднини на съпрузите. Близостта на сватовство се изчислява в степени, като се събират степените на родство на двамата съпрузи с техните кръвни роднини. Така например бащите на двамата съпрузи са роднини по сватовство от втора степен. В бита видовете и степента на сватовство се заместват с имена като снаха (съпруга на син), етърви (помежду си двете съпруги на братя), баджанаци (съпрузи на две сестри), свекър и свекърва (родители на съпруга), тъст и тъща (родители на съпругата), девер (съпругата и братът на съпруга), зълва (сестрата на съпруга) и прочее, като самите наименования се различават според диалекта на района.